# Bataille de Manzikert
Pour la bataille entre les Ottomans et les Russes, voir Bataille de Manzikert (1915).
Guerres byzantino-seldjoukides
Batailles
- Kapetrou
- 1re Manzikert
- Césarée
- Iconium
- 2e Manzikert
- Campagnes seldjoukides en mer Égée
- 2e Nicée
- 3e Nicée (en)
- Philomélion
- Campagnes de Jean II Comnène
- Laodicée
- Shaizar
- Myriokephalon
- Hyelion et Leimocheir
- Cotyaeum
- Trébizonde
- Antalya
- Antioche du Méandre

La bataille de Manzikert (en turc : Malazgirt Meydan Muharebesi ; en grec moderne : Μάχη του Μαντζικέρτ) est un affrontement qui a eu lieu le 26 août 1071 et qui oppose l’armée byzantine de l’empereur Romain IV Diogène à celle du sultan seldjoukide Alp Arslan près de la ville de Manzikert (ou Mantzikert), actuellement Malazgirt, en Turquie, au nord du lac de Van. Les byzantins furent mis en déroute par les seldjoukides. Cette défaite fragilisa considérablement l'Empire byzantin dans la région. Elle a préludé à l'islamisation progressive de l'Asie mineure et à sa transformation en « Turquie ».
La bataille est le point culminant des tensions grandissantes entre l'Empire byzantin, qui est parvenu au faîte de sa puissance au milieu du XIe siècle après d'importantes conquêtes en Orient, et les Seldjoukides qui devenaient la force dominante du monde musulman. Les Byzantins, fragilisés par des querelles internes persistantes après l'extinction de la dynastie macédonienne, comptent sur Romain IV Diogène pour stabiliser la frontière orientale soumise aux raids des Turcs. Le général, devenu empereur en 1068, mobilise un effort militaire important et mène plusieurs campagnes sans grands succès.
Finalement, en 1071, il regroupe une grande armée dans l'espoir de remporter une victoire décisive, capable tant de sanctuariser les provinces orientales que de légitimer son pouvoir encore récent. En face, le sultan Alp Arslan ne souhaite pas véritablement une guerre à grande échelle contre les Byzantins et est ouvert à une trêve mais, quand il apprend l'offensive de Romain IV, il se porte à sa rencontre.
L'affrontement, incertain dans son déroulement exact, se déroule près de l'importante forteresse de Mantzikert, tout juste reconquise par les Byzantins. Romain IV, qui a envoyé une part notable de son armée mener des opérations dans les alentours, décide de combattre l'armée d'Alp Arslan. Néanmoins, lâché par une partie de ses troupes, notamment celles d'Andronic Doukas, et fragilisé par une tactique sûrement trop téméraire, il est vaincu et surtout fait prisonnier par le Sultan.
Si cette bataille a souvent été vue comme un tournant décisif dans l'histoire du Moyen-Orient médiéval, puisqu'elle ouvre sur la conquête de l'Anatolie par les Turcs, elle n'est pas une catastrophe militaire. Les Byzantins souffrent de pertes réduites et Romain IV est rapidement libéré au prix d'un accord relativement clément. Seulement, sa capture a suffi à mettre à bas une légitimité encore fragile et quand il tente de revenir à Constantinople, il se heurte à un coup d'État mené par les Doukas qui l'obligent à céder le trône. Ainsi, c'est bien en ouvrant un nouveau chapitre dans les guerres civiles byzantines du XIe siècle que la bataille de Mantzikert entraîne l'effondrement de l'Orient byzantin, plus que par son résultat militaire direct.

## Sources
Les sources qui nous renseignent sur la bataille de Mantzikert sont principalement byzantines. Parmi elles, la chronique de Michel Attaleiatès occupe une importance notable car il accompagne l'armée en campagne, en tant que logothète de l'armée. Il a notamment pu assister aux échanges entre les généraux et son discours, s'il est favorable à Romain IV, ne tourne pas non plus au panégyrique. En effet, il critique certains de ses choix, d'autant plus qu'il s'est fait le partisan d'autres orientations que Romain n'a pas suivies. Dans l'ensemble, si certains historiens estiment que son parti pris peut entacher la véracité de son propos, il reste souvent considéré comme la source la plus fiable. Michel Psellos est l'autre grand historien de la période mais il est fondamentalement hostile à Romain IV puisqu'il participe au complot qui le renverse. Surtout, il ne livre que peu de détails sur la bataille en elle-même. Nicéphore Bryenne est le fils du général homonyme qui participe à la bataille. S'il s'appuie beaucoup pour sa chronique sur Michel Psellos, il a pu bénéficier des éclairages de son père à propos du déroulement de la bataille. Des sources ultérieures s'attardent aussi sur la bataille comme les textes de Matthieu d'Édesse, dont l'exactitude souffre de la distance temporelle avec l'événement et sont souvent empreintes d'hostilité envers les Byzantins, coupables selon eux d'avoir voulu leur imposer le chalcédonien et donc victimes de la colère divine. De plus, la partie de la chronique de Michel le Syrien à propos de la bataille est largement erronée. Les sources musulmanes et turques sont aussi mobilisées mais aucun texte contemporain ne décrit la bataille. Le plus ancien, celui d'Al-Qalanisi, est particulièrement bref. Les autres sources musulmanes sont souvent en partie romancées et racontent que l'empereur est capturé par un esclave qui a failli être exclu de son armée et qui pourrait être d'origine byzantine.

## Le contexte

En jaune l'Empire byzantin avant Mantzikert, en 1025, presque au maximum de son extension médiévale. En 1045, l'acquisition d'Ani renforce la présence byzantine dans les provinces arméniennes, directement au contact de l'Empire seldjoukide.

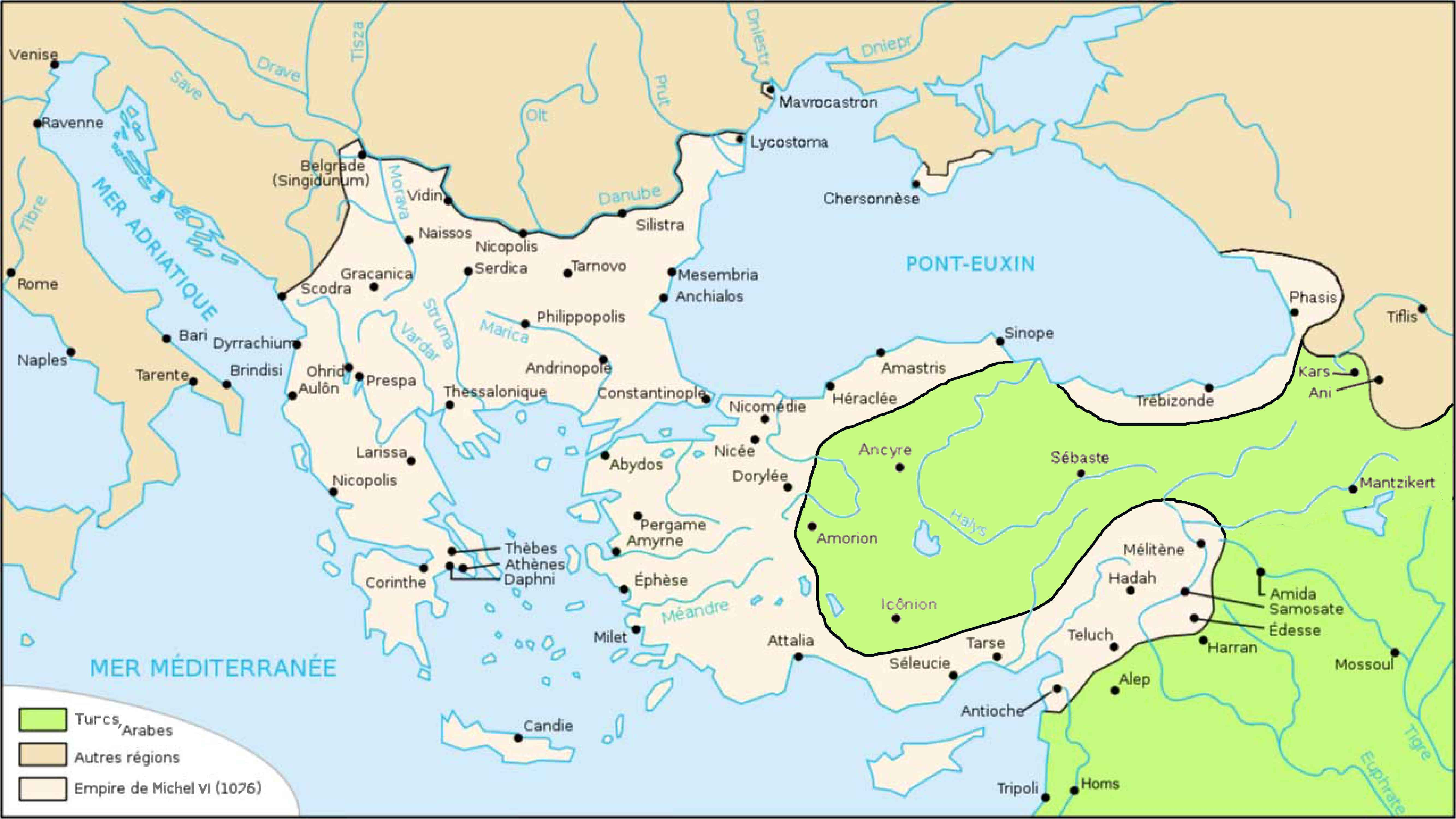
En jaune l'Empire après Mantzikert, en 1076, sous Michel VII Doukas.

La bataille de Mantzikert s’inscrit dans la montée en puissance des Turcs. Quelques décennies auparavant, ils se sont emparés de Bagdad et sont devenus la principale puissance militaire du monde musulman, s’opposant notamment aux Fatimides d’Égypte. Dans le même temps, des troupes turques lancent régulièrement des raids sur les possessions les plus orientales de l’Empire byzantin. Ce dernier est alors à l’apogée de sa puissance depuis le VIIe siècle et a récemment mis la main sur des provinces arméniennes dans la région du lac de Van. Il est redevenu une puissance militaire de premier ordre, susceptible notamment de mettre au pas les émirats musulmans frontaliers de Syrie, comme les Hamdanides d’Alep.
Dans un premier temps, les sultans turcs ne cherchent pas véritablement à conquérir des terres byzantines mais voient dans ces raids une occasion de pillages et donc de butins. En outre, l’Empire byzantin connaît des difficultés intérieures du fait de l’extinction de la dynastie macédonienne entre la mort de Basile II et celle de Théodora, dernière représentante de cette famille en 1056. Dès lors qu’aucun prétendant légitime ne peut émerger, les rivalités s’affirment entre les grandes familles impériales, désireuses de s’emparer du pouvoir suprême. Ces querelles, qui tournent parfois à la guerre civile, détournent l’armée de la défense des frontières, assaillies en Orient mais aussi en Occident, par les Petchénègues – autre peuple turc – dans les Balkans ou les Normands en Italie.
En 1067, Constantin X Doukas s’éteint. Représentant de la puissante famille des Doukas, il espère établir une nouvelle dynastie, incarnée par ses enfants, dont le futur Michel VII. Néanmoins, ce dernier ne semble pas avoir l’envergure pour gouverner et la régence passe de facto à sa mère, Eudocie Makrembolitissa. Néanmoins, les principales autorités byzantines (le Sénat, l’armée, le patriarche) s’accordent sur la nécessité d’une autorité forte sur le trône impérial pour combattre les menaces pressantes aux frontières de l’Empire. Le choix se porte sur Romain Diogène, général réputé, qui épouse Eudocie, laquelle est déliée du serment fait à son mari de ne pas se remarier.
D’emblée, la priorité du nouvel empereur est de combattre les Turcs. Il réorganise l’armée et tente de rétablir les contingents locaux, issus des thèmes, les provinces de l’Empire et qui ont été délaissés depuis plusieurs décennies. Il compte s’appuyer avant tout sur des forces indigènes plutôt que sur des mercenaires indisciplinés et coûteux. En outre, il voit dans cette guerre l’occasion d’affirmer sa légitimité face à ses concurrents, notamment les Doukas. En 1068 et 1070, il mène plusieurs campagnes, parfois en personne, jusqu’aux confins orientaux de son Empire. En dépit de quelques succès, il ne remporte pas de victoires décisives. En face, les Turcs sont des troupes mobiles, qui opèrent des raids parfois profonds mais sont difficiles à intercepter. En outre, leurs razzias finissent par appauvrir gravement les provinces arméniennes.
Deux stratégies s'opposent alors parmi les généraux de l'Empire. Certains plaident pour l'abandon des terres les plus à l'est, en particulier les provinces arméniennes acquises le plus récemment, pour se concentrer sur la défense du cœur de l'Anatolie. D'autres, principalement d'origine arménienne, estiment au contraire qu'il faut assurer l'intégrité de l'ensemble du territoire impérial.
Du côté des Seldjoukides, Alp Arslan n’a pas de projet de conquête contre l’Empire byzantin. Son objectif principal est la destruction du califat fatimide du Caire. Il prolonge ainsi la politique de son prédécesseur, Toghrul-Beg, visant à assurer la défense du califat abbasside, dont le sultan tient la consécration de son pouvoir, et de l’orthodoxie sunnite. En 1070, c’est contre les Fatimides d’Égypte qu’il mène son armée et d’abord en Syrie contre l’émir d’Alep, vassal de ces derniers.

## Forces en présence
Du côté des Byzantins, Romain IV mobilise une très grande armée, parmi les plus importantes de l'histoire byzantine récente car il souhaite obtenir un succès d'ampleur. Les estimations varient et restent nécessairement en partie imprécises. Celles issues des sources médiévales sont généralement largement exagérées, puisqu'elles vont jusqu'à 40 000 hommes. L'ensemble de l'armée byzantine, qui pourrait compter autour de 100 000 hommes, n'est évidemment pas mobilisée. Des troupes restent en garnison pour défendre les frontières, y compris en Syrie où le dux d'Antioche conserve une force substantielle qui ne rejoint pas Romain. Enfin, les mercenaires de Robert Crispin restent en retrait et leur chef est confiné à Abydos. En outre, sur la totalité de l'armée présente durant la campagne, plusieurs contingents ne participent pas à la bataille proprement dite car ils sont envoyés aux alentours de Mantzikert pour remplir différentes fonctions (éclairage, défense de positions clés etc.). Dans tous les cas, l'armée mobilisée pour la campagne va probablement 40 000 à 60 000 hommes, ce qui représente une force de grande importance pour l'époque, sachant qu'il faut probablement y rajouter la cohorte de non-combattants qui accompagnent toute armée en campagne et qui pourrait en l'occurrence comprendre autour de 20 000 hommes. Elle comprend des troupes étrangères, dont un contingent d'Ouzes, parfois qualifiés de Scythes par les sources étrangères. Les Arméniens composent aussi une part substantielle de l'armée. Les troupes de la partie européenne de l'Empire sont présentes et sont commandées par Nicéphore Bryenne, de même qu'une bonne partie de celles d'Orient, même si seules les tagmata de Cappadoce sont citées. Romain peut aussi s'appuyer sur des contingents d'élite, dont une partie de la garde varangienne ou l'unité des Scholes. Par conséquent, les mercenaires sont peu nombreux puisque les Ouzes et les Arméniens habitent au sein de l'Empire. C'est là une des caractéristiques fortes de la politique militaire de Romain de se reposer prioritairement sur des troupes indigènes. Néanmoins, des contingents petchénègues et francs (autour de 500), sous la conduite de Roussel de Bailleul font partie de l'expédition, ainsi qu'une unité de Germains, les Nemitzoi. Enfin, il semble que l'armée byzantine soit accompagnée d'importantes armes de siège.
Au-delà de Romain IV qui fait campagne en personne, l'armée byzantine comprend plusieurs généraux d'importance dont Nicéphore Bryenne, parmi les commandants militaires les plus réputés de l'époque au sein de l'Empire. Andronic Doukas est aussi l'un des principaux. Il appartient à la famille des Doukas, globalement défavorable à Romain qui, à leurs yeux, prend la place de Michel Doukas, le fils de l'impératrice Eudocie Makrembolitissa. Nicéphore Basilakios est dux de Théodosiopolis et rejoint l'armée de Romain IV quand elle arrive en Orient tandis que Roussel de Bailleul est le commandant du puissant corps de mercenaires francs et normands, que les Byzantins peinent régulièrement à contrôler. Joseph Tarchaniotès est un autre général réputé. Enfin, un général moins connu, Théodore Alyatès, fait aussi partie de l'état-major. C'est un Cappadocien proche de l'empereur. En revanche, Romain écarte certains commandants connus mais dont la loyauté n'est pas garantie, à l'image de Nicéphore Botaniatès.
La connaissance de l'armée seldjoukide est plus réduite du fait du manque de sources. Elle est dirigée en personne par le sultan. Il s'agit donc d'une force importante et non de simples groupes de pillards. Elle est principalement composée d'archers à cheval, dans la lignée des forces nomades et est donc caractérisée par sa grande mobilité et sa capacité à évoluer en unités autonomes les unes des autres. Quant à ses effectifs exacts, ils sont difficiles à évaluer, si ce n'est que les Byzantins disposent d'une importante supériorité numérique, ce qui situerait l'armée turque autour des 15 000 hommes.

## La campagne de Manzikert
Romain prépare son expédition pendant l’hiver 1070-1071. Au printemps, il réunit son armée et progresse à travers l’Asie Mineure par Sebasteia (Sivas) jusqu’à Theodosioupolis (Erzurum) où il arrive fin juin. La progression ne se fait pas en toute sérénité car des soldats byzantins, notamment des Nemitzoi, se rendent coupables de pillages auprès de la population civile et sont sévèrement châtiés. À Théodosiopolis, Romain achève la concentration de ses forces et ordonne aux hommes de se munir de suffisamment de ravitaillement pour deux mois de campagne, conscient que les pillages incessants des Turcs ont appauvri la région de Manzikert. Dans le même temps, il poursuit son activité diplomatique auprès d'Alp Arslan, pour le convaincre d'abandonner ses visées agressives contre l'Empire. Selon plusieurs historiens comme Paul Markham, c'est une manœuvre de Romain pour distraire le sultan du théâtre byzantin et l'inciter à se porter sur d'autres fronts, en particulier contre les Fatimides. Ainsi, en persuadant son adversaire qu'il désire la paix, Romain peut espérer le prendre par surprise et reprendre plus aisément les positions perdues en Arménie. C'est une réussite car son ambassade envoyée en février obtient la conclusion d'une trêve alors même qu'Alp Arslan assiège Édesse. Elle prévoit notamment la restitution de la cité de Manzikert en échange du retour de Hiérapolis sous le giron seldjoukide. C'est la preuve que le sultan turc ne souhaite pas un conflit de grande envergure contre les Byzantins et il consent à se retirer et se porte en Syrie pour investir Alep, une ville tenue par les Fatimides,.
Mais deux mois plus tard, en mai, le sultan reçoit une deuxième ambassade de Romain qui, cette fois-ci, exige la restitution des forteresses prises en Arménie, dont Manzikert, en échange de la forteresse de Hiérapolis (Manbij en Syrie), sous la menace d’une guerre en cas d’échec des négociations. Au même moment, le sultan apprend l’arrivée de l’armée byzantine en Arménie. Considérant cette avance comme une menace d’invasion imminente, il lève le siège d’Alep et se dirige en toute hâte vers l’Est mais sans que les Byzantins n'aient réellement conscience de l'importance de l'armée qui se rapprochent d'eux.
Une fois arrivée à Théodosioupolis, Romain IV commence à viser plusieurs positions clés de la région du Vaspourakan, autour du lac de Van. Son objectif principal est la forteresse de Mantzikert, tout juste conquise par les Turcs mais il envoie aussi les mercenaires petchénègues, puis francs, dirigés par Roussel de Bailleul, dans les environs de Khliat, autre position stratégique sur le lac. Ces deux cités sont primordiales pour assurer la défense des provinces extérieures de l'Empire, en verrouillant la région du haut Euphrate. Ensuite, il se dirige en personne devant Mantzikert. Là, il envoie un autre contingent, particulièrement important et comprenant des effectifs expérimentés, soutenir les mercenaires à Khliat. C'est le général Joseph Tarchaniotès qui commande cette force, qui va cruellement manquer à Romain IV. En effet, ce dernier estime avoir largement les troupes suffisantes pour prendre Mantzikert, ce qu'il fait grâce à l'action des soldats arméniens, qui agissent semble-t-il sans en référer à l'état-major impérial. Quant à Tarchaniotès, il préfère battre en retraite vers l'ouest. Attaleiatès laisse entendre qu'il a fui le combat mais rien ne permet d'être certain qu'il a effectivement été en contact avec les troupes d'Alp Arslan et qu'il a opté pour le repli.
À ce stade, l'armée impériale est donc amputée d'unités importantes. Néanmoins, Romain IV dispose de troupes encore solides, notamment les mercenaires ouzes, souvent qualifiés de Scythes dans les sources, mais aussi les Arméniens, particulièrement nombreux, ainsi que des effectifs bulgares. Quant aux troupes ethniquement byzantines, il s'agit des tagmata d'Occident de Nicéphore Bryenne et probablement des tagmata d'Orient, dont seul celui de Cappadoce est mentionné. Enfin, Andronic Doukas dirige le corps d'élite des archontes. Aucune source ne donne de chiffres crédibles et Jean-Claude Cheynet estime qu'il pourrait avoir eu jusqu'à 60 000 hommes autour de lui, partant du principe que Nicéphore Bryenne dirige près de 15 000 hommes, soit le quart de l'armée puisqu'il compose le flanc gauche.
Quoi qu'il en soit, une fois la ville de Mantzikert conquise, Romain IV a écho de l'avancée d'une armée turque. Son camp est alors disposé juste à l'extérieur de Mantzikert, sur les rives d'un petit affluent du Murat Su. Le théâtre des opérations est une région plutôt montagneuse avec une sorte de steppe rocailleuse autour de Mantzikert, bien connue des Turcs qui y lancent régulièrement des raids alors que l'état-major byzantin, y compris Romain IV, a sûrement une connaissance plus réduite du terrain.

## La bataille
Le 24 août, Alp Arslan est désormais tout proche de l'armée de Romain IV et des premiers accrochages sont relatés. C'est d'abord le corps d'armée de Nicéphore Bryenne qui s'avance mais il se rend rapidement compte que c'est l'avant-garde de l'armée du sultan qui arrive et non de simples bandes turcomanes, ce qui le contraint à battre en retraite. Toutefois, les renforts de cavalerie dirigés par Nicéphore Basilakès tombent dans une embuscade après s'être aventurés imprudemment à la poursuite d'éléments ennemis feignant une retraite, et le général byzantin est fait prisonnier,. Quand Nicéphore Bryenne arrive pour le secourir, il est déjà trop tard et les Turcs se sont retirés. De nouveau, il est contraint de faire face à des opérations de harcèlement qui compliquent sa retraite mais il réussit à manœuvrer suffisamment habilement, à l'aide de contre-attaques, pour faire fuir l'adversaire sans que celui-ci ne soit parvenu à l'encercler. Il s'agit là d'un sérieux avertissement pour les Byzantins et Nicéphore Bryenne semble même avoir été blessé par des archers turcs au cours de la journée. Romain IV prend conscience du danger et décide de se porter lui-même en avant des Turcs. Seulement, ces derniers ont de nouveau quitté le champ de bataille et quand la soirée arrive, l'empereur doit se résigner à attendre le lendemain. La mobilité des Seldjoukides constituent bien le principal défi pour les Byzantins, comme lors des précédentes campagnes. Ils ne parviennent que rarement à les surprendre et à les intercepter, subissant le plus souvent leurs actions. Ainsi, dans la nuit, un raid est mené contre le contingent des Ouzes, particulièrement exposé, qui est pris par surprise. Cet assaut suffit à susciter la panique dans le camp byzantin, même si les hommes d'Alp Arslan se retirent presque aussi vite qu'ils sont arrivés.
Le 25 août, un engagement oppose deux détachements byzantins et turcs, alors que ces derniers tentent de prendre le contrôle de la rive opposée au camp impérial, sans succès. En dépit de ce modeste succès, la position byzantine est fragilisée par la désertion de la plupart des Ouzes. Le même jour, l'empereur reçoit une ambassade en provenance de Bagdad, envoyée par le calife en personne mais Romain émet de telles conditions à toute trêve qu'aucun accord n'est possible. Il est envisageable qu'il ait soupçonné une ruse d'Alp Arslan pour gagner du temps et, dans tous les cas, il semble suffisamment confiant dans ses forces pour aller au combat,.
C'est le 26 août qu'intervient la bataille principale. L'heure est tardive quand l'affrontement s'annonce. L'armée byzantine est répartie comme suit : Romain IV dirige le centre avec les régiments impériaux autour de lui, dont un corps de la garde varangienne et un grand nombre de soldats arméniens ; à gauche, Nicéphore Bryenne commande les troupes d'Occident, et, à droite, Théodore Alyatès les troupes d'Orient. Enfin, Andronic Doukas a la charge de l'arrière-garde, tandis que des unités de mercenaires ouzes et petchénègues sont sûrement positionnées sur les flancs. Harcelés par les Seldjoukides qui opèrent avec une grande mobilité et des armes de jet, Romain IV progresse imprudemment quand il se rend compte qu'il s'est trop éloigné de son camp et des autres corps d'armée. Lorsqu'il décide d'un regroupement, les Seldjoukides passent à l'attaque et, selon Bryenne, dispersent d'abord l'aile droite. Par la suite, Andronic Doukas, plutôt que de porter secours à l'empereur, décide de battre en retraite, ce qui contribue à semer la panique dans les rangs byzantins, peut-être exacerbée par la décision de Romain de revenir en arrière. Enfin, l'aile gauche semble aussi mise à rude épreuve et contrainte au repli. Romain IV se retrouve alors isolé et encerclé. Le récit de la bataille, s'il peut être tracé dans les grandes lignes, reste en partie mystérieux dans son déroulement exact. Alors que Michel Attaleiatès laisse à penser qu'il n'y a pas réellement eu de bataille à grande échelle, Nicéphore Bryenne dresse un tableau plus classique de l'affrontement. Les historiens, notamment  Jean-Claude Cheynet, tendent à suivre Attaleiatès qui peut prétendre à une réelle proximité avec l'événement.
Si les récits divergent quelque peu, un fait capital est incontournable. L'empereur est bel et bien capturé. Les circonstances exactes de sa reddition font l'objet de précisions variables. Attaleiatès attribue sa capture à une blessure à la main, alors que Nicéphore Bryenne insiste sur sa capture après la mort de son cheval. Les sources musulmanes mettent l'accent sur le rôle d'un simple soldat (un ghulam) dans la capture de l'empereur.

## Les tactiques mises en œuvre
Les turcs seldjoukides pratiquaient le combat traditionnel des peuples de la steppe, fait de harcèlements, de fuites simulées afin de rompre la cohésion de l’ennemi pour l’entraîner dans des embuscades. C’est cette tactique que le sultan seldjoukide va imposer à son adversaire à Manzikert comme le décrit notamment Nicéphore Bryenne (petit-fils homonyme du Nicéphore Bryenne de la bataille et époux d’Anne Comnène).
Face à elle, l’armée byzantine avait développé depuis des siècles une tactique propre à contrer cette forme de guerre. Elle reposait avant tout sur le maintien de la cohésion des troupes réparties en corps qui se soutiennent mutuellement et qui forment une véritable forteresse mobile contre laquelle des cavaliers légers sont impuissants tant qu’elle reste unie. Romain IV Diogène, en général expérimenté ne devait pas l’ignorer. Mais au matin du 26 août, la cohésion de son armée a déjà été largement ébranlée.
Cette rupture de la cohésion de l’armée byzantine aggravée par la trahison d’Andronic Doukas, commandant l’arrière-garde, conduit l'armée byzantine à sa déroute.

## Les pertes

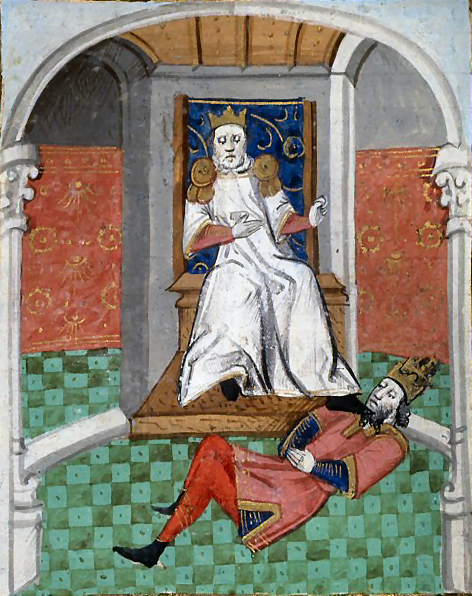
Romain IV prisonnier d'Alp Arslan

Longtemps, la bataille de Mantzikert a été considérée comme un affrontement décisif lors duquel l'armée byzantine souffre de pertes importantes, ce qui expliquerait l'effondrement rapide de la défense de l'Asie Mineure et sa conquête subséquente par les Seldjoukides. Pourtant, si la capture de l'empereur constitue un grave revers pour les Byzantins, ils semblent avoir souffert de pertes limitées sur le strict plan militaire. En effet, une bonne partie des troupes engagées par Romain IV dans la campagne ne sont pas partie prenante de l'affrontement, en premier lieu le contingent de Joseph Tarchaniotès, apparemment fort de plusieurs milliers d'hommes au moins. En outre, plusieurs corps d'armée présents autour de Romain IV souffrent de pertes limitées, comme l'arrière-garde commandée par Andronic Doukas qui se retire sans combattre ou les troupes de Nicéphore Bryenne, apparemment peu engagées et que l'on retrouve quelques années plus tard dans les Balkans contre les Petchénègues. Enfin, même les forces d'Attalyatès ont probablement pu se replier en ordre puisqu'une partie d'entre elles se regroupent autour de l'empereur quand celui-ci est libéré,. Ce sont surtout les troupes directement proches de l'empereur qui souffrent le plus, soit qu'elles aient été tuées, soient qu'elles aient été constituées prisonniers. La faiblesse de ces pertes peut s'expliquer par l'heure avancée de l'affrontement qui favorise une retraite sous couvert de la nuit, tandis que des soldats byzantins ont probablement trouvé refuge dans la forteresse de Mantzikert, tout juste reprise. Enfin, les troupes turques ont sûrement préféré jeter leur dévolu sur le pillage des richesses du camp impérial. En l'occurrence, les pertes matérielles et financières sont effectivement lourdes pour l'Empire,.
La suite des événements confirme la solidité de l'appareil militaire byzantin ; en effet, Romain IV s'appuie rapidement sur des troupes substantielles issues des régions les plus orientales de l'Empire et qui tentent de soutenir sa reconquête du trône. Ainsi, John Markham chiffre les pertes à 8 000 hommes, un nombre certes important mais loin de constituer un désastre. Jean-Claude Cheynet est encore plus optimiste car il rappelle qu'une bonne part des prisonniers sont libérés. Il se risque à une approximation de 5 à 10 % de pertes par rapport à l'effectif complètement mobilisé pour la campagne, soit moins de 8 000 hommes. Selon lui, « l'armée de Romain a donc été plus dispersée que détruite ».
En définitive, si la capture de l'empereur est évidemment une perte terrible pour les Byzantins, peu de personnages de haut rang sont mentionnés dans les pertes. On peut citer l’epi ton deeseon Léon et le protoasékrètès Eustratios Choirosphaktès qui sont tués, tandis que Basile Malésès, logothète des eaux, est capturé. Nicéphore Basilakès peut aussi être ajouté à cette courte liste, puisqu'il a été fait prisonnier un peu avant la bataille.

## Conséquences

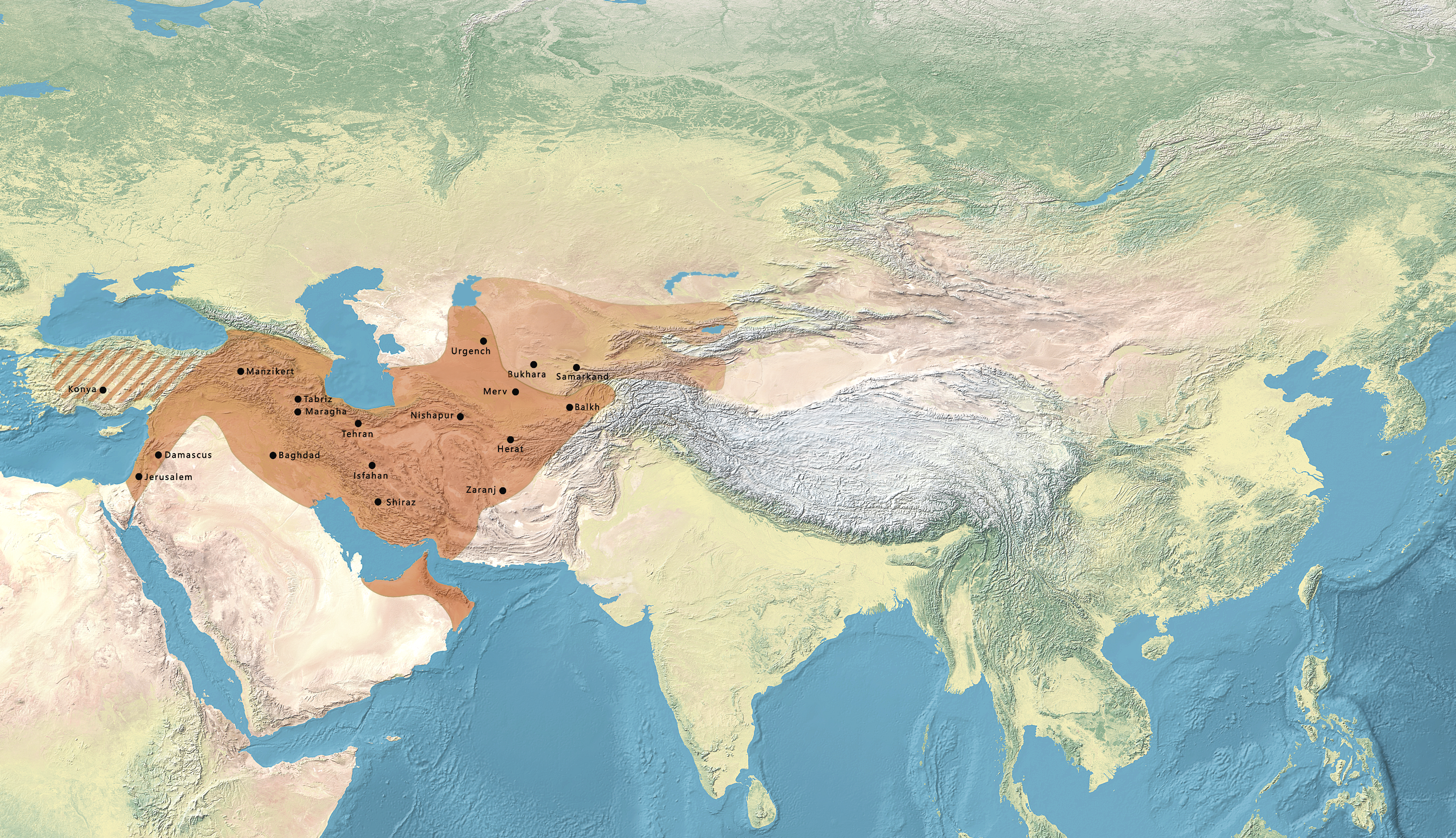
L'Empire seldjoukide quelques années après la victoire de Mantzikert.

### Sur l'empire grec
Une fois l'accord conclu entre Alp Arslan et Romain IV, ce dernier peut retourner dans l'empire reprendre son trône, car les Doukas ont mis à profit la détention et l'absence de l'empereur pour mettre la main sur l'Empire. Le césar et chef de famille Jean Doukas se rend à Constantinople dès l'annonce de la défaite et décide de rétablir les droits de Michel VII Doukas comme seul dirigeant de l'Empire. Il semble avoir contraint l'impératrice Eudocie Makrembolitissa à signer l'acte de destitution de Romain IV, alors que l'impératrice ignore encore le sort de son mari et il mobilise une armée dès qu'il est mis au courant du retour de son adversaire.
Romain IV est rapidement en mesure de rassembler une force substantielle à ses côtés, mais il est vaincu une première fois par les Doukas et contraint à hiverner en Cilicie, non-conquise par les Seldjoukides (voir Philaretos Brakhamios). Au printemps 1072, il doit se rendre, est aveuglé, exilé et meurt des suites de ses blessures. Ces événements ont au moins autant de conséquences que la bataille en elle-même car la chute de Romain IV rend caduc le traité conclu par lui avec Alp Arslan ; les Seldjoukides se sentent libres de reprendre leurs raids. Du côté des Byzantins, le règne de Michel VII est fragile, l'empereur lui-même est réputé faible et incompétent. C'est la porte ouverte aux rébellions et aux complots et l'armée byzantine, quoique toujours puissante, se consacre bientôt plus à des affrontements fratricides qu'à la défense de la frontière orientale assaillie. La révolte de Nicéphore Botaniatès en 1077-1078 est l'archétype de ces soulèvements qui mobilisent une part importante de l'armée et, au-delà, conduisent au recrutement des mercenaires turcs qui ne tardent pas à profiter de l'occasion pour s'installer de plus en plus loin vers l'ouest. Ainsi, à l'avènement d'Alexis Ier Comnène en 1081, qui parvient à stabiliser l'Empire et à conserver le pouvoir jusqu'en 1118, les trois quarts de l'Anatolie sont conquis presque sans combattre par les Turcs. Seuls des gouverneurs locaux ont parfois su opposer une résistance plus ou moins éphémère mais, abandonnés par le pouvoir central, ont fini par céder. Malgré les efforts des Comnènes, l'Empire byzantin ne parvient pas à se remettre de ses pertes territoriales, et un État turc musulman, le sultanat de Roum, s'installe dans la durée en Anatolie centrale autour d'Icônion : la Turquie moderne le considère comme sa matrice.

### Sur l'empire arabe
Même si les Seljouk se prétendent vassaux du calife de Bagdad, celui-ci n'exerce guère plus qu'une suzeraineté formelle ; l'empire arabe perd en fait le pouvoir en Syrie et en Palestine, entre autres. Un raid égyptien conquiert à nouveau Jérusalem en 1099, mais pour quelques mois seulement, avant l'arrivée des croisés. Un siècle plus tard, quand les croisés sont repoussés par Saladin (qui est lui-même un Kurde), il agit comme général au service des Seljouk de Damas.

### Déclenchement des croisades
Les Seljouk prennent possession d'une grande partie de l'Asie mineure. Ils interrompent les routes de pèlerinage qui traditionnellement menaient les chrétiens d'Europe vers Jérusalem, qu'antérieurement les Arabes n'interdisaient pas. En réaction contre le pouvoir turc Seljouk, la papauté lance la première croisade afin de rouvrir ces routes de pèlerinage ; elle s'empare de Jérusalem en 1099.

## Analyse stratégique
La bataille a fait l'objet de multiples analyses et, si son déroulement exact est imprécis, les causes de la victoire turque sont relativement bien appréhendées. Elles tiennent principalement à l'importante division des forces du côté des Byzantins, puisque Romain IV envoie de nombreux contingents mener des actions dans la région du lac de Van, qui sont autant de renforts précieux qui ne sont pas à sa disposition lors de l'affrontement. Sûrement a-t-il négligé la menace de l'armée d'Alp Arslan dont il n'a pas mesuré l'importance. Plus largement, le renseignement a manqué du côté des Byzantins et ce n'est que le 24 août qu'ils réalisent l'ampleur de la menace. Le rôle de Joseph Tarchaniotès a beaucoup été débattu car il est proche de la route qu'emprunte Alp Arslan. Pour autant, il ne prévient ni ne rejoint Romain IV. Néanmoins, il est difficile de mesurer la responsabilité exacte du général byzantin, qui pourrait ne pas avoir eu les moyens d'intervenir. Le rôle d'Andronic Doukas semble plus clair dans le déroulement des événements car son repli contribue à la débâcle byzantine et il pourrait s'agir d'un acte de trahison envers un empereur mésestimé des Doukas.

## Postérité
Du fait de son rôle, réel ou supposé, dans l'invasion de l'Anatolie par les Seldjoukides, la bataille de Manzikert a joui d'une très grande postérité, en particulier dans le monde turco-musulman où elle demeure considérée comme un acte fondateur de la Turquie. Les références à la bataille font partie de la mémoire historique turque, à l'image de la prise de Constantinople en 1453, comme en témoignent les nombreuses célébrations qui accompagnent la date du 26 août, anniversaire de l'événement,. Différents symboles témoignent de la portée de l'événement et de sa résonance dans le monde turc. Ainsi, la mosquée de Çamlıca, la plus grande de Turquie, inaugurée en 2019 à Istanbul dispose de quatre minarets d'une hauteur de 107,1 mètres, faisant directement écho à la date de la bataille (1071).